# ウェイン・メッサム
ウェイン・メッサム（Wayne Messam 1974年6月7日- ）は、フロリダ州サウスベイ出身の元アメリカンフットボール選手で政治家。2015年よりフロリダ州ミラマーの市長を務めている。

## 経歴
ジャマイカ出身の両親の間に生まれた。父親はアメリカに移住する前は、サトウキビの栽培に従事していた。
フロリダ州ベルグレイドのグレイズセントラル高校を卒業後、フロリダ州立大学に進学した。
アメリカンフットボール選手であった彼は1993年から1996年まで4年間アメリカンフットボールチームに在籍し、ワイドレシーバーであた彼は4年間に62回のレシーブで793ヤードを獲得、4タッチダウンをあげた。1993年に全米チャンピオンとなったチームの一員である。
4年次の1996年には21回のレシーブで299ヤードを獲得した。識者からは長身ではあるがスピードに欠けると評価されていた。
1997年のNFLドラフトでは指名されず、シンシナティ・ベンガルズにドラフト外で入団したが、その年の8月4日に解雇され、NFLでプレーすることはなかった。
2007年に建設会社を設立、2011年にフロリダ州ミラマー市の委員に選出され、2015年に同市の市長に当選し、2019年3月に再選している。
2018年にはドナルド・トランプ大統領の新インフラ計画に対して、ミラマー市では洪水の影響や汚水処理の改良工事に多額の経費を必要としているが、トランプ案が通った場合、市のインフラ計画実施のためには増税か債務を増やすしかないと反対を表明した。
2019年3月、2020年アメリカ合衆国大統領民主党予備選挙への出馬を表明したが、選挙資金調達に失敗し、同年4月には選挙スタッフへの賃金未払いとなっていることが報道された。候補者が乱立した中、民主党全国委員会が実施する民主党指名候補者討論会に参加する20名に入ることはできず、2019年11月20日に撤退を表明した。